# Monasterio de San Ginés de la Jara

El monasterio de San Ginés de la Jara es un antiguo monasterio franciscano bajo la advocación de santo Ginés de la Jara, situado en la diputación de El Beal, en el término municipal de Cartagena, Región de Murcia (España). El edificio, que se asienta en las laderas del Cabezo de San Ginés y en las inmediaciones del Mar Menor, está desde 2012 inmerso en un proceso de rehabilitación que ha llegado después de un extenso periodo de abandono.

## Geografía
Por el Llano y San Ginés de la Jara, en el Beal, pasa la rambla del Beal, que desemboca al norte de la Playa del Arenal en Los Nietos.

## Historia

### Periodo funcional

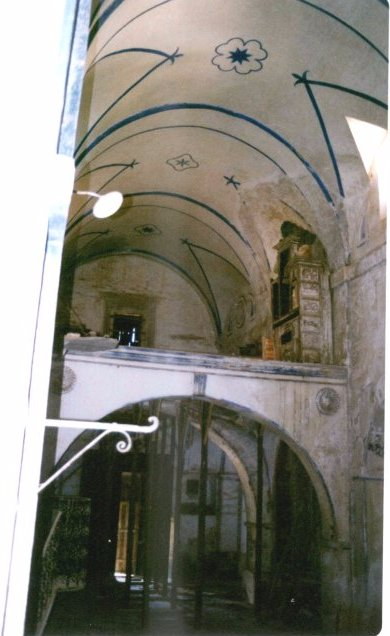
Vista interior del coro tomada en 2001. En 2009 la caja del órgano ha desaparecido

Fue importante monasterio mozárabe. Es posible que sus orígenes provengan ya desde la antigüedad tardía, esto es, de la época entre los s. III y VIII.

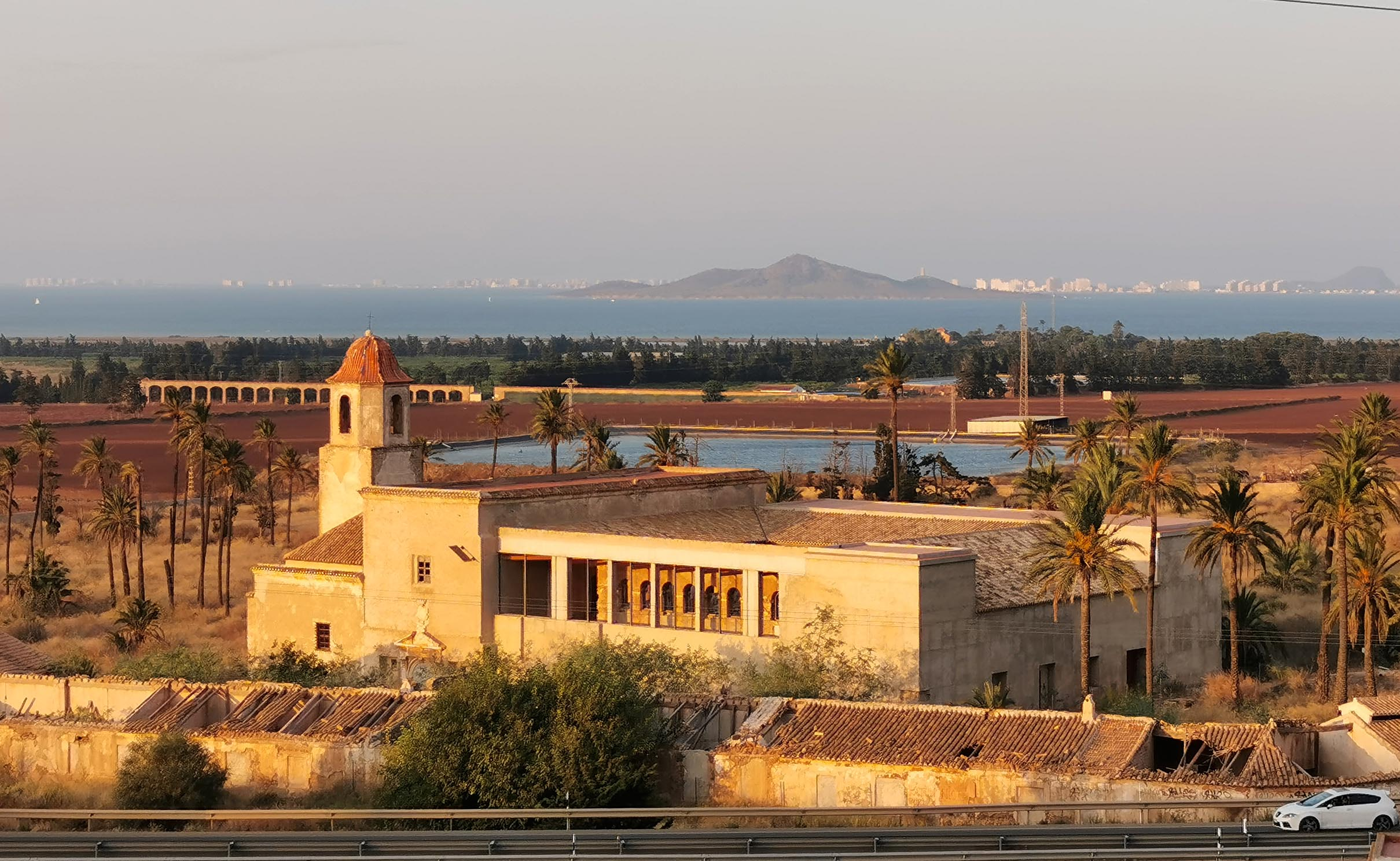
El monasterio con la isla del Barón (o isla Mayor) al fondo

En el siglo XIII existía una ermita adosada a una torre defensiva ocupada por monjes agustinos, que fue mandada construir por el rey Alfonso X el Sabio.
En 1541, el papa Paulo III reconoce la santidad de San Ginés de la Jara y establece oficios religiosos en torno a la celebración del canonizado el 25 de agosto.
El monasterio actual fue levantado por la Orden Franciscana en el siglo XVI bajo el patronazgo del marquesado de los Vélez. De esta época data la fachada principal en la que se encuentran los escudos de los mencionados franciscanos y de los Vélez.
Exceptuando la fachada renacentista, la configuración actual del convento se debe a una reconstrucción total realizada en el siglo XVII. En esta centuria se construyó la actual iglesia de una sola nave y seis capillas laterales –tres a cada lado– con un retablo de perspectiva fingida sobre el altar mayor. Tiene un coro –en la actualidad desplomado– sobre los pies de la iglesia sobre los que se situaba un órgano barroco.
El monasterio contaba también con un claustro, muy modificado por una reforma realizada en el siglo XIX, una torre, varias ermitas esparcidas por el monte cercano y algunas edificaciones anexas.
Como un oasis de verdor en el árido Campo de Cartagena se extendía alrededor del monasterio un fértil y frondoso huerto y jardines muy celebrados por el escritor Francisco Cascales quien visitó el monasterio en el siglo XVI:

(...) Tiene esta casa un huerto que es de los más insignes de España. Concurren en su principio dos copiosas fuentes que llenan una grande alberca: de aquí salen regueras guiadas por diversos caminos a todas las partes de él, con que se baña a menudo la ópima tierra y se engendra la inmensa fertilidad de árboles, yedras y flores. Si admira la abundancia de las plantas, la orden y disposición pasma el entendimiento, ayuda y engrandece el deleite que la vista busca y afecta. Aquí hay calles de naranjos, limones, limas, zimboas, ponciles con su flor fragantísimos, sin ella hermosísimos, siempre verdes, siempre amenos. Parrales que con sus ojosos pámpanos deleitan, con sus agraces y maduras uvas son irritamento del gusto; árboles frutales, granados, serbales, perales manzanos, higueras, muchos y de muy buena fruta; almendros que, floridos, prometen el buen año todas las cosechas; olivos que nos dan el aceite, principal mantenimiento de la vida humana; sabios morales, vencedores laureles, verdes arrayanes, idumeas palmas, altísimos pinos donceles preñados de su fruta dura, encumbrados cipreses imitadores de las pirámides de Egipto o metas romanas; gloriosos cinamomos y raros terebintos, carrascas llenas del alimento primitivo, que la ingeniosa Ceres trocó en menudo trigo, lentiscos humildes y olorosos sabucos, y entre ellos, diversas flores por los márgenes sembradas, deleitando con su verdura y enamorando con sus olores...
Francisco Cascales, Discursos históricos de la muy noble y muy leal ciudad de Murcia (1621).

En el siglo XIX el monasterio fue desamortizado y comenzó la ruina del cenobio. Algunas capillas con frescos del siglo XVII fueron derribadas.

### Postdesamortización
A pesar de haber sido declarado Bien de Interés Cultural por decreto de 28 de febrero de 1992, el monasterio entró en un estado de ruina debido a su prolongado abandono. Numerosos elementos muebles de su interior, como el órgano y algunos retablos, desaparecieron, y parte de la nave y el claustro se hundieron, mientras que el jardín y el huerto que rodeaba al monasterio quedaron completamente secos.
Ante aquel estado de conservación, la asociación Hispania Nostra incluyó en 2009 el recinto en la Lista roja de patrimonio en peligro, y lo mantuvo en la misma hasta marzo de 2018. En esta fecha pasó a engrosar la Lista verde de la asociación, como respuesta a las obras de restauración llevadas a cabo por la mercantil Hansa Urbana desde 2012 y bajo el marco del convenio urbanístico del Sector SG1.

## Romería de San Ginés de la Jara
El 25 de agosto, fecha de celebración del Santo, se celebra una tradicional romería que parte de Cartagena y llegaba hasta el monasterio. No obstante, desde 2005, dada la escasa participación y seguimiento quizá por los rigores del calor en esta fecha, la romería sale de Cartagena, realiza un recorrido por el Campo de Cartagena y regresa a un recinto en la ciudad donde continúa la celebración. La logística necesaria para acoger los actos de la romería en el descampado que hay junto a las ruinas del monasterio de San Ginés también ha contribuido a ello.